# العلاقات البرازيلية النيوزيلندية
العلاقات البرازيلية النيوزيلندية هي العلاقات الثنائية التي تجمع بين البرازيل ونيوزيلندا.

## مقارنة بين البلدين
هذه مقارنة عامة ومرجعية للدولتين:
| وجه المقارنة                                              | البرازيل | نيوزيلندا                                              |
| --------------------------------------------------------- | --- | ------------------------------------------------------ |
| المساحة (كم2)                                             | 8.52 مليون | 268.02 ألف                                             |
| عدد السكان (نسمة)                                         | 202.66 مليون | 4.24 مليون                                             |
| الكثافة السكانية (ن./كم²)                                 | 23.79 | 15.82                                                  |
| العاصمة                                                   | برازيليا، ريو دي جانيرو | ويلينغتون، أوكلاند                                     |
| اللغة الرسمية                                             | برتغالية برازيلية، Brazilian Sign Language ‏ | لغة إنجليزية، اللغة الماورية، لغة الإشارة النيوزيلندية |
| العملة                                                    | ريال برازيلي، كروزيرو ريال برازيلي ‏، كروزيرو البرازيلية (1990–1993)، البرازيلي كروزادو نوفو، كروزادو برازيلي، cruzeiro ‏، كروزيرو البرازيلية (1942–1967)، الريال البرازيلي (قديم) | دولار نيوزيلندي، الجنيه النيوزيلندي                    |
| الناتج المحلي الإجمالي (بليون دولار)                      | 2.06 تريليون | 205.85 مليار                                           |
| الناتج المحلي الإجمالي (تعادل القوة الشرائية) بليون دولار | 3.22 تريليون |                                                        |
| الناتج المحلي الإجمالي الاسمي للفرد دولار أمريكي          | 8.54 ألف |                                                        |
| الناتج المحلي الإجمالي للفرد دولار أمريكي                 | 15.89 ألف |                                                        |
| مؤشر التنمية البشرية                                      | 0.754 | 0.914                                                  |
| رمز المكالمات الدولي                                      | +55 | +64                                                    |
| رمز الإنترنت                                              | .br | .nz                                                    |
| المنطقة الزمنية                                           | | ت ع م+13:00، ت ع م+12:00                               |

## منظمات دولية مشتركة
يشترك البلدان في عضوية مجموعة من المنظمات الدولية، منها:
| علم المنظمة | اسم المنظمة                        | تاريخ انضمام البرازيل | تاريخ انضمام نيوزيلندا |
| ----------- | ---------------------------------- | --------------------- | ---------------------- |
|             | الاتحاد البريدي العالمي            | ?                     | ?                      |
|             | يونسكو                             | 4 نوفمبر 1946         | 4 نوفمبر 1946          |
|             | البنك الدولي للإنشاء والتعمير      | 14 يناير 1946         | 31 أغسطس 1961          |
|             | منظمة التجارة العالمية             | ?                     | ?                      |
|             | وكالة ضمان الاستثمار متعدد الأطراف | 7 يناير 1993          | 22 أبريل 2008          |
|             | نظام تحكم تكنولوجيا القذائف        | 1995                  | 1991                   |
|             | منظمة الشرطة الجنائية الدولية      | ?                     | ?                      |
|             | مؤسسة التمويل الدولية              | 31 ديسمبر 1956        | 31 أغسطس 1961          |
|             | مجموعة الموردين النوويين           | ?                     | ?                      |
|             | الأمم المتحدة                      | 24 أكتوبر 1945        | 24 أكتوبر 1945         |
|             | الاتحاد الدولي للاتصالات           | 4 يوليو 1877          | 3 يونيو 1878           |
|             | مؤسسة التنمية الدولية              | 15 مارس 1963          | 1 أكتوبر 1974          |
|             | الفريق المعني برصد الأرض           | ?                     | ?                      |
|             | منظمة حظر الأسلحة الكيميائية       | ?                     | ?                      |

## وصلات خارجية
- موقع وزارة الخارجية البرازيلية
- موقع وزارة الخارجية النيوزيلندية